# NGC 5096
NGC 5096 est constitué des trois lointaines galaxies lenticulaires situées dans la constellation des Chiens de chasse. La vitesse par rapport au fond diffus cosmologique du système est de 12 068 ± 40 km/s, ce qui correspond à une distance de Hubble de 178 ± 12 Mpc (∼581 millions d'al). NGC 5096 a été découverte par l'astronome germano-britannique William Herschel en 1787.
Selon la base de données Simbad, NGC 5096 est une galaxie LINER, c'est-à-dire une galaxie dont le noyau présente un spectre d'émission caractérisé par de larges raies d'atomes faiblement ionisés.

## NGC 5096 un système triple
Toutes les sources indiquent que NGC 5096 est constitué de trois galaxies, mais leur désignation varie d'une source à l'autre. Pour toutes les sources, NGC 5096 est PGC 46506, la galaxie située la plus au sud. Pour le professeur Seligman, la galaxie la plus au nord est PGC 3442492 et celle au milieu est PGC 4530507. Ces désignations ne sont pas utilisées par les bases de données consultées.
Les propriétés indiquées dans l'encadré de droite sont celles de PGC 46506, la galaxie la plus au sud.
Selon la base de données Simbad, la galaxie la plus au nord est 2MASX J13200914+3305266 et celle du milieu est SDSS J132008.08+330522.5.  

### La galaxie la plus au nord
Simbad indique que sa vitesse radiale est de 11580 ± 24 km/s et la base de données NASA/IPAC indique une vitesse de 11813 km/s. Ces deux galaxies éloignées sont donc à peu près à la même distance de la Voie lactée. La base de données HyperLeda ne contient aucune donnée sur cette galaxie, car elle pointe sur la galaxie la plus au sud, soit PGC 46506.

### La galaxie du milieu
Il n'y a aucun renseignement sur la base de données HyperLeda. Cette galaxie semble absente de la base de données NASA/IPAC et sa vitesse radiale n'est pas indiquée sur Simbad.